# Ryszard Szuster (generał MO)

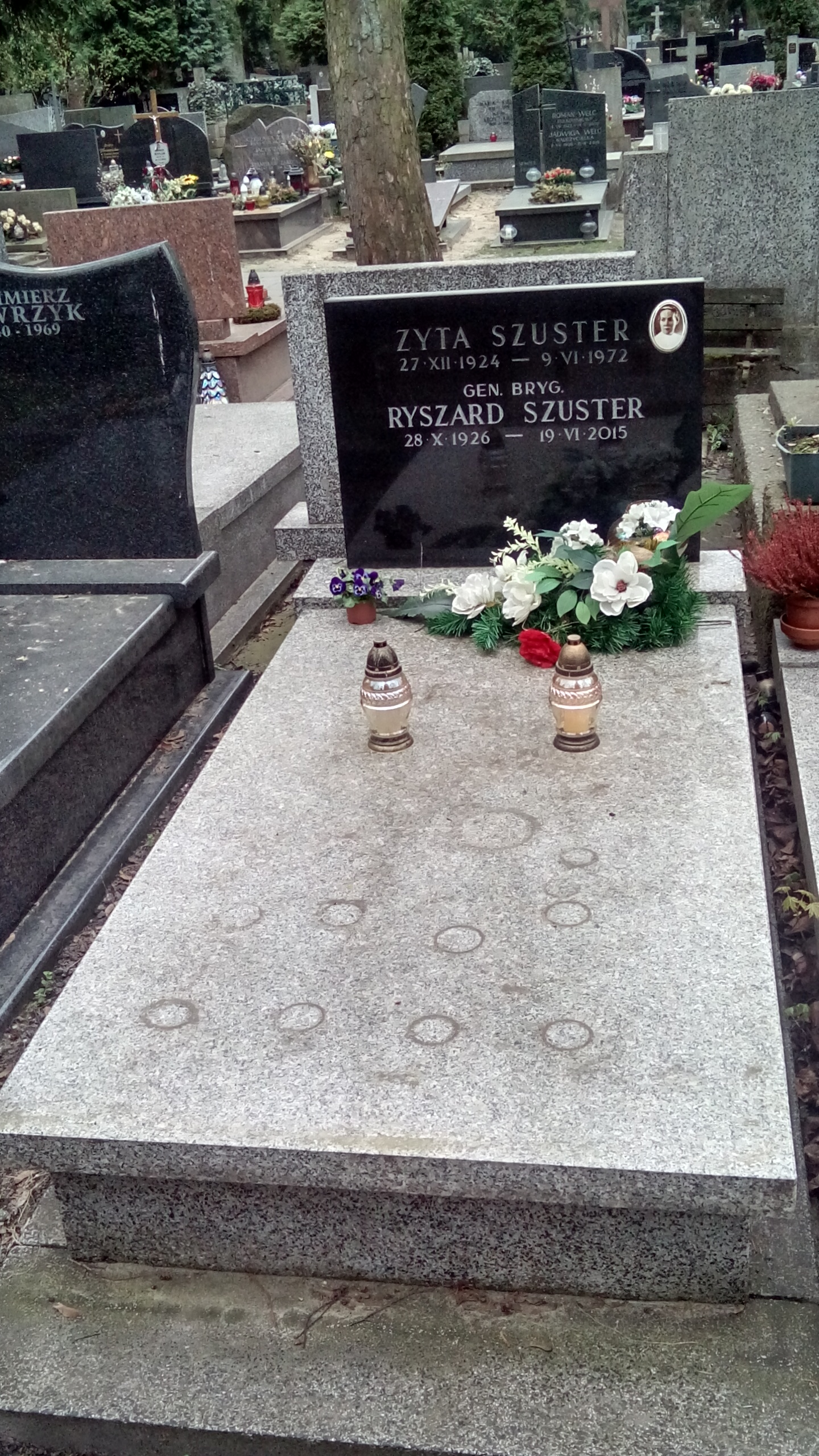
Grób Ryszarda Szustera na Cmentarzu wojskowym na Powązkach

Ryszard Szuster (ur. 28 października 1926 w Łodzi, zm. 19 czerwca 2015 w Warszawie) – funkcjonariusz służby bezpieczeństwa, również wywiadu PRL, generał brygady Milicji Obywatelskiej.
Syn Stanisława i Heleny. Do służby bezpieczeństwa wstąpił w 1945, w której pełnił m.in. funkcje cenzora i st. referenta w Wydziale Cenzury Wojennej Wojewódzkiego Urzędu Bezpieczeństwa Publicznego w Łodzi (1945), st. referenta w Głównym Urzędzie Cenzury Ministerstwa Bezpieczeństwa Publicznego (1945-1946), p.o. nacz./nacz. kolejno wydziałów VIII, B, i II WUBP w Bydgoszczy (1946–1951), nacz. wydz. IV WUBP w Warszawie (1951-1952), słuchacza Kursu Aktywu Kierowniczego w Ośrodku Szkolenia MBP w Legionowie (1952-1953), funkcjonariusza Departamentu VII MBP, wywiadu (1953-1956), funkcj. Departamentu I Komitetu do Spraw Bezpieczeństwa Publicznego pod „przykryciem” konsula w Ottawie (1956-1958), Departamentu I MSW, wywiadu (1958-1962), I z-cy komendanta ds SB Komendy Wojewódzkiej Milicji Obywatelskiej w Olsztynie (1962-1965), z-cy kierownika Głównego Inspektoratu MSW (1965-1967), kmdta Centrum Wyszkolenia MSW/Wyższej Szkoły Oficerskiej SB w Legionowie (1967-1973), z-cy kmdta ds SB KWMO w Rzeszowie (1973-1975), kmdta wojewódzkiego MO w Siedlcach (1975-1983), szefa Wojewódzkiego Urzędu Spraw Wewnętrznych w Katowicach (1983–1988), kier. Głównego Inspektoratu MSW (1988-1990). W tymże też roku przeszedł na emeryturę.
26 czerwca 2015 został pochowany na Wojskowych Powązkach w Warszawie (kwatera A12-9-12).